# 長谷川誠
長谷川 誠（はせがわ まこと、1971年4月2日 - ）は、日本のプロバスケットボール選手、指導者である。愛称は「ひげ」及び"Mike"（マイク）。マネジメント契約先はスポーツビズ。
能代工業高校、日本大学を経て1994年に日本リーグの松下電器に進み、この年リーグ優勝、新人王とMVPを同時に獲得。その後ゼクセルを経て2000年にアメリカ・ABAのサンディエゴ・ワイルドファイヤに1シーズン加入した。帰国後はいすゞ自動車、新潟アルビレックスBBを経て、2010年より秋田ノーザンハピネッツのプレイングマネージャーを務めてきたが、2012-13シーズン限りで現役引退した。日本初のプロ選手契約を結んだ選手であり、また日本人で初めて日本国外のプロリーグに所属した選手でもあった。ポジションはポイントガード。現役時代の身長186cm、体重85kg。
引退後は秋田のテクニカルディレクター職を経て、2014-15シーズンよりヘッドコーチに就任。B.LEAGUE 2016-17シーズンB1残留プレーオフ終了後、ヘッドコーチ辞任を表明した。

## 略歴

### 学生時代
1971年、秋田県横手市（旧平鹿郡雄物川町）に生まれる。小学5年生の頃からバスケットボールを始め、雄物川中学校時代には3年次に東北大会3位入賞。能代工業高校監督の加藤廣志にスカウトされ同校に入学した。それまではセンターのポジションであったが、高校ではガードに転向し、同級生の関口聡史らと共に加藤三彦コーチの熱血指導で更に磨きをかけ1987年の選抜大会、1988年の国体とウィンターカップ、1989年のインターハイと国体の優勝に貢献。高校卒業後は関口とともに日本大学に進学し、4年次には大学三冠も経験した。

### 実業団、プロ選手時代
1994年、松下電器に入団、初年度よりチームをリーグ優勝に導き、日本リーグ新人王とMVPを同時に獲得した。
1996年、この年日本リーグ2部に加入したゼクセルに移籍。初年度に2部リーグを制覇し、1部昇格を果たす。また同年1月2日に放送されたテレビ番組『最強の男は誰だ!壮絶筋肉バトル!!スポーツマンNo.1決定戦』では池谷幸雄らを抑え総合No.1となった。
1997年、ゼクセルとプロ契約を結び、日本初のプロバスケットボール選手となった。
2000年、ABAのサンディエゴ・ワイルドファイヤに移籍。男子バスケでは日本人初の海外プロリーグ選手となった。マリック・アレン、ピーター・コーネルらとプレーした。
2001年に帰国し、JBLスーパーリーグのいすゞ自動車に入団。JBL準優勝、アジアバスケットボールリーグ準優勝などに貢献したが、チームはこの年限りで休部となり、翌2002年、新潟アルビレックスBBに移籍する。2005年にアルビレックスがbjリーグに移籍し、翌2006-07シーズンに行われたオールスターゲームに選出。JBLとbjリーグ両方のオールスターに選出された初の選手となった。アルビレックスには2009-10シーズンまで所属し、その間2005-06シーズン、2006-07シーズンの2度、フリースロー成功率2位にランクインした。
2010年にフリーエージェント宣言を行い、同年に設立された秋田ノーザンハピネッツに移籍。当初球団はヘッドコーチ就任を打診しており、先に監督契約で合意していたが、現役続行を望む長谷川の意向に応え、bjリーグ史上初のプレイングマネージャーとして契約。長谷川はフロント業務兼任となり、試合の指揮はヘッドコーチが執った。しかしハピネッツ所属初年度となる2010-11シーズンこそ33試合・356分に出場したものの、翌2011-12シーズンには18試合・122分、さらに次の2012-13シーズンでは44試合を消化した時点で出場8試合・32分と、怪我などの影響で出場機会は徐々に少なくなっていた。
レギュラーシーズン8試合を残した2013年4月2日、自らの42歳の誕生日に記者会見を開き、2012-13シーズン限りでの現役引退を表明。シーズン終了後は指導者を目指す意向を明らかにした。

### 日本代表として
バスケットボール男子日本代表としては1994年から2000年までの7年間にわたって選出され、1994年に広島県で開かれたアジア大会では3位入賞、翌1995年に福岡県で行われたユニバーシアードでは大会得点王となり、日本を準優勝へ導いた。また1998年には、31年ぶりとなる世界選手権出場を果たした。

### 引退後
引退後は秋田ノーザンハピネッツのテクニカルディレクターに就任し、チーム編成とフロント業務などを担った。また、日本バスケットボール協会3x3推進室専門委員にも就任した。2014年1月25日には、日本人選手としては初となる引退試合を開催した。
2014年7月1日、それまで秋田のヘッドコーチであった中村和雄の後任として、ヘッドコーチに就任した。
秋田ノーザンハピネッツがB.LEAGUE 2016-17シーズンB1残留プレーオフにおいて敗退し、来期からのB2降格が決定した責任を取り、2017年5月18日、ヘッドコーチ辞任を表明した。
2018年4月、3x3日本代表（男・女）のアドバイザーコーチに就任。6月、新規3x3クラブチーム・セカイエのテクニカルアドバイザーに就任。9月、3x3日本代表でトーステン・ロイブルディレクターコーチを補佐するアソシエイトコーチに就任。

## 引退試合
2014年1月25日に秋田市立体育館で行われた引退試合は、翌26日にで行われるbjリーグオールスターゲームのイベントの一環として行われたものであった。長谷川は親交のある選手や元選手を集めた「長谷川フレンズ」を結成し、長谷川の母校である能代工業高校と対戦した。対戦相手に能代工業を選んだ理由として長谷川は、近年全国制覇から遠ざかっている母校の強化を挙げた。2,214名の観客の前で行われた試合は長谷川フレンズが72対61で勝ち、長谷川は11得点を挙げた。

### 長谷川フレンズメンバー
- ヘッドコーチ：小浜元孝（元・いすゞ自動車監督）
- コーチ：原田茂、榎本日出夫

| No. | 名前     | P   | 生年 | 身長  | 出身     | 主な所属                                                   |
| --- | -------- | --- | ---- | ----- | -------- | ---------------------------------------------------------- |
| 3   | 小納真樹 | PG  | 1973 | 173cm | 秋田県   | 元・トヨタ自動車アルバルク                                 |
| 4   | 長谷川誠 | PG  | 1971 | 186cm | 秋田県   | 秋田ノーザンハピネッツ                                     |
| 7   | 鈴木慶太 | SG  | 1981 | 180cm | 神奈川県 | F'SQUAD（ストリートボール）                                |
| 9   | 池田千尋 | SG  | 1984 | 182cm | 神奈川県 | 平塚Connections（ストリートボール）                        |
| 10  | 山崎昭史 | C   | 1968 | 216cm | 愛媛県   | 元・松下電器                                               |
| 11  | 佐久本智 | F   | 1972 | 190cm | 沖縄県   | 元・トヨタ自動車                                           |
| 13  | 吉元悠   | PG  | 1982 | 170cm | 秋田県   | 元・秋田ノーザンハピネッツ                                 |
| 14  | 加藤真   | F   | 1982 | 192cm | 宮城県   | 元・秋田ノーザンハピネッツ                                 |
| 32  | 石橋貴俊 | C   | 1968 | 210cm | 北海道   | 元・日鉱共石・ジャパンエナジー                             |
| 34  | 大場清悦 | G   | 1973 | 175cm | 秋田県   | 元・ゼクセル、秋田ノーザンハピネッツ・ゼネラルマネージャー |
| 45  | 古田悟   | C/F | 1971 | 199cm | 愛知県   | 元・トヨタ自動車                                           |
| 69  | 湊大樹   | F   | 1991 | 190cm | 秋田県   | 専修大学                                                   |

## 出演番組
- 日本BS放送 マイナビ Be a booster! B.LEAGUEウィークリーハイライト

## ヘッドコーチ成績
| チーム | シーズン | G   | W  | L  | W–L% | シーズン結果 | PG | PW | PL | PW–L% | 最終結果 |
| ------ | -------- | --- | -- | -- | ---- | ------------ | -- | -- | -- | ----- | -------- |
| 秋田   | 2014-15  | 52  | 41 | 11 | .788 | 東1位        | 7  | 5  | 2  | .714  | 準優勝   |
| 秋田   | 2015-16  | 52  | 35 | 17 | .673 | 東3位        | 6  | 5  | 1  | .833  | 3位      |
| 秋田   | 2016-17  | 60  | 18 | 42 | .300 | 東5位        | —  | —  | —  | —     | B2へ降格 |
| 通算   | 通算     | 164 | 94 | 70 | .573 |              | 13 | 10 | 3  | .769  |          |